# Hard to Earn
| Críticas profissionais | Críticas profissionais |
| Avaliações da crítica  | Avaliações da crítica  |
| Fonte                  | Avaliação              |
| ---------------------- | ---------------------- |
| Allmusic               | [ 1 ]                  |
| RapReviews             | (8.5/10)               |
| Rolling Stone          | [ 3 ]                  |
| The Source             | [ 4 ]                  |

Hard to Earn é o quarto álbum de estúdio do duo de Hip Hop, Gang Starr. O trabalho foi lançado em março de 1994 e apresenta o single de sucesso "Mass Appeal". Embora não tenha sido tão aclamado pela crítica como seu álbum anterior, foi bem recebido tanto pelos fãs quanto pelos "cabeças" do Hip Hop, lançou singles como "DWYCK" e "Mass Appeal", que são amplamente considerados clássicos. Hard to Earn é tido como o álbum que contém algumas das melhores produções de DJ Premier até a época, tais como "Mass Appeal" e "Words From The Nutcracker". Embora este contenha sua parte de faixas socialmente conscientes, todos o conhecem como o mais duro e mais furioso dos três álbuns precedentes do duo.

## Faixas
| #  | Título                      | Produtor(es)     | Artista(s)                      | Tempo |
| -- | --------------------------- | ---------------- | ------------------------------- | ----- |
| 1  | "Intro (The First Step)"    | DJ Premier, Guru | *Instrumental*                  | 0:54  |
| 2  | "ALONGWAYTOGO"              | DJ Premier, Guru | Guru                            | 4:13  |
| 3  | "Code Of The Streets"       | DJ Premier, Guru | Guru                            | 3:29  |
| 4  | "Brainstorm"                | DJ Premier, Guru | Guru                            | 3:02  |
| 5  | "Tonz 'O' Gunz"             | DJ Premier, Guru | Guru                            | 3:55  |
| 6  | "The Planet"                | DJ Premier, Guru | Guru                            | 5:16  |
| 7  | "Aiiight Chill..."          | DJ Premier, Guru | *Skit*                          | 3:13  |
| 8  | "Speak Ya Clout"            | DJ Premier, Guru | Jeru The Damaja, Lil' Dap, Guru | 3:35  |
| 9  | "DWYCK"                     | DJ Premier, Guru | Nice, Guru, Smooth              | 4:03  |
| 10 | "Words From The Nutcracker" | DJ Premier, Guru | Melachi The Nutcracker          | 1:28  |
| 11 | "Mass Appeal"               | DJ Premier, Guru | Guru                            | 3:41  |
| 12 | "Blowin' Up The Spot"       | DJ Premier, Guru | Guru                            | 3:10  |
| 13 | "Suckas Need Bodyguards"    | DJ Premier, Guru | Guru                            | 3:57  |
| 14 | "Now You're Mine"           | DJ Premier, Guru | Guru                            | 2:55  |
| 15 | "Mostly Tha Voice"          | DJ Premier, Guru | Guru                            | 3:38  |
| 16 | "F.A.L.A."                  | DJ Premier, Guru | Big Shug, Guru                  | 4:17  |
| 17 | "Comin' For Datazz"         | DJ Premier, Guru | Guru                            | 4:02  |

## Samples
Intro (The First Step)
- "Scarlet Woman" por Weather Report

ALONGWAYTOGO
- "Snow Creatures" por Quincy Jones
- "Impeach the President" por The Honey Drippers
- "Just Us" por Richard Pryor
- "Check the Rhime" por A Tribe Called Quest

Code Of The Streets
- "Little Green Apples" por Monk Higgins & the Specialites
- "Synthetic Substitution" por Melvin Bliss

Tonz 'O' Gunz
- "Breakthrough" por Isaac Hayes
- "Just To Get A Rep" por Gang Starr (Vocais por Guru)

The Planet
- "It's All Because She's Gone" por Steve Davis
- "The Cuckoo" por Taj Mahal
- "The Place Where We Dwell" por Gang Starr (Vocais por Guru)

Aiiight Chill...
- "Love and Happiness" por Monty Alexander

Speak Ya Clout
- "Shack Up" por Banbarra
- "Funk it Up" por Caesar Frazier
- "Up Against the Wall" por Quincy Jones
- "Cucumber Slumber" por Weather Report

DWYCK
- "Hey Jude" por Clarence Wheeler & the Enforcers
- "Synthetic Substitution" por Melvin Bliss
- "Intro Promo" por Redd Foxx

Words From The Nutcracker
- "Journey from Within" por The Crudasers
- "Lock it in the Pocket" por Grover Washington Jr.

Mass Appeal
- "Horizon Drive" por Vic Juris
- "Pass Da Mic" por Da Youngstas

Blowin' Up The Spot
- "Open All Night Drums" por George Clinton

Suckas Need Bodyguards
- "Put Your Love (In My Tender Care)" por The Fatback Band
- "It Takes Two" por Rob Base and DJ E-Z Rock

Now You're Mine
- "Poinciana (Live)" por Ahmad Jamal

Mostly Tha Voice
- "Hey, Last Minute" por The Meters
- "Bam Bam" por Sister Nancy

Comin' For Datazz
- "Blind Alley" por The Emotions

## Singles
| Informações                                                           |
| --------------------------------------------------------------------- |
| "Code Of The Streets" - Lançamento: 1994 - Lado B: "Speak Ya Clout"   |
| "Dwyck" - Lançamento: 1994 - Lado B:                                  |
| "Mass Appeal" - Lançamento: 1994 - Lado B:                            |
| "Suckas Need Bodyguards" - Lançamento: 1994 - Lado B: "The ? Remainz" |

## Quadro de posições do álbum
| Ano  | Álbum        | Quadro de posições | Quadro de posições     | Quadro de posições |
| Ano  | Álbum        | Billboard 200      | Top R&B/Hip Hop Albums |                    |
| 1994 | Hard To Earn | #25                | #2                     |                    |

## Quadro de posições dos singles
| Ano  | Música                   | Quadro de posições | Quadro de posições               | Quadro de posições |                                    |
| Ano  | Música                   | Billboard Hot 100  | Hot R&B/Hip-Hop Singles & Tracks | Hot Rap Singles    | Hot Dance Music/Maxi-Singles Sales |
| 1994 | "DWYCK"                  | -                  | -                                | #25                | #12                                |
| 1994 | "Mass Appeal"            | #67                | #42                              | #10                | #3                                 |
| 1994 | "Code Of The Streets"    | -                  | #83                              | #33                | #5                                 |
| 1994 | "Suckas Need Bodyguards" | -                  | -                                | #44                | #18                                |